# Mouland
Mouland (Moelingen en néerlandais) est une section de la commune belge de Fourons située en Région flamande dans la province de Limbourg.

## Personnalités nées à Mouland
- Jean Ulrici (-1982), homme politique
- Léon Semmeling (1940-2024), joueur de football
- Patrick Aussems (1965), joueur de football

### Histoire
- Comté de Dalhem
- Duché de Limbourg
- Fort de Navagne

### Géographie
- Pays de Herve
- Entre-Vesdre-et-Meuse